# Punto de rocío

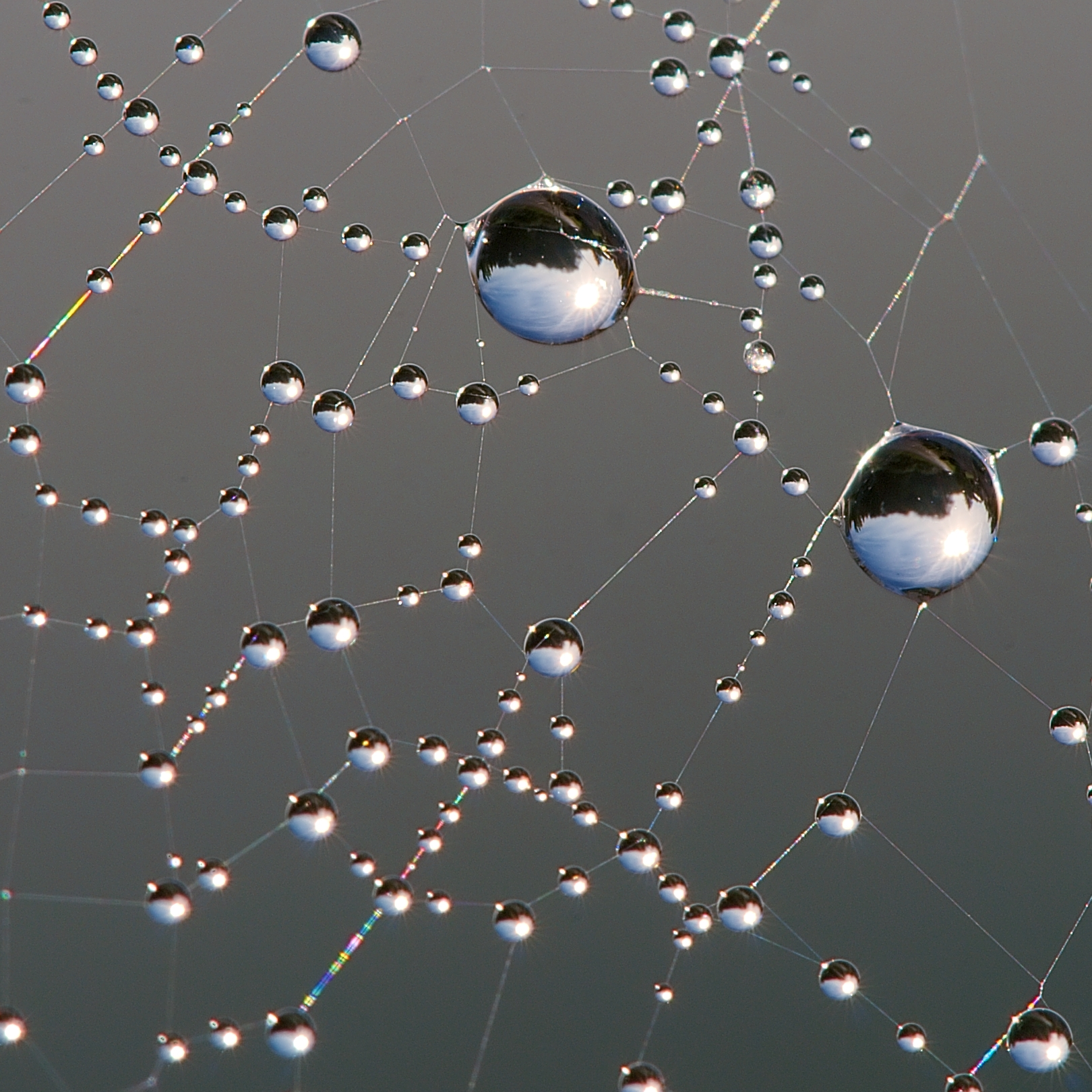
Imágenes del fenómeno.

Tabla que relaciona la temperatura, la humedad relativa y el punto de rocío.

El punto de rocío o temperatura de rocío es la temperatura a la que, durante un proceso de enfriamiento, empieza a condensarse el vapor de agua contenido en el aire, produciendo rocío, neblina, cualquier tipo de nube o, en caso de que la temperatura sea lo suficientemente baja, escarcha.
Para una masa dada de aire, que contiene una cantidad dada de vapor de agua (humedad absoluta), se dice que la humedad relativa es la proporción de vapor contenida en relación con la necesaria para llegar al punto de saturación, es decir, al punto de rocío, y se expresa en porcentaje. Así cuando el aire se satura (humedad relativa igual al 100 %) se llega al punto de rocío. La saturación se produce por un aumento de humedad absoluta con la misma temperatura, o por un descenso de temperatura con la misma humedad absoluta.
Para que haya un rocío la temperatura debe estar en 0 °C o más por ejemplo (3 °C o 5 °C)

## Humedad
Si todos los demás factores que influyen en la humedad permanecen constantes, a nivel del suelo la humedad relativa aumenta a medida que baja la temperatura; esto se debe a que se necesita menos vapor para saturar el aire. En condiciones normales, la temperatura del punto de rocío no será mayor que la temperatura del aire, ya que la humedad relativa normalmente no supera el 100 %.
En términos técnicos, el punto de rocío es la temperatura a la que el vapor de agua de una muestra de aire a presión barométrica constante se condensa en agua líquida a la misma velocidad a la que se evapora. A temperaturas inferiores al punto de rocío, la velocidad de condensación será mayor que la de evaporación, formando más agua líquida. El agua condensada se llama rocío cuando se forma sobre una superficie sólida, o escarcha si se congela.  En el aire, el agua condensada se denomina niebla o nube, según la altitud a la que se forme.  Si la temperatura es inferior al punto de rocío y no se forma rocío o niebla, el vapor se denomina sobresaturado. Esto puede ocurrir si no hay suficientes partículas en el aire que actúen como núcleos de condensación.
Una humedad relativa alta implica que el punto de rocío está cerca de la temperatura actual del aire. Una humedad relativa del 100 % indica que el punto de rocío es igual a la temperatura actual y que el aire está saturado al máximo de agua. Cuando el contenido de humedad se mantiene constante y la temperatura aumenta, la humedad relativa disminuye, pero el punto de rocío se mantiene constante.
Los pilotos de aviación general utilizan los datos del punto de rocío para calcular la probabilidad de congelación del carburador y niebla, y para estimar la altura de la base de nubes cumuliformes.

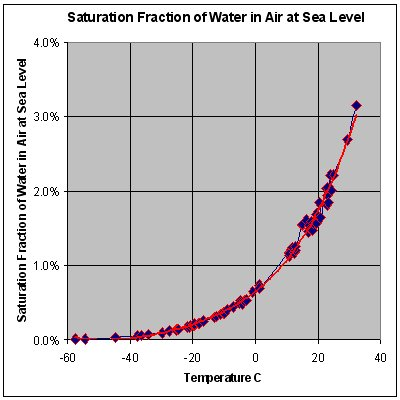
Este gráfico muestra el porcentaje máximo, en masa, de vapor de agua que puede contener el aire a presión a nivel del mar en un rango de temperaturas. Para una presión ambiental más baja, hay que trazar una curva por encima de la curva actual. Para una presión ambiental más alta, hay que trazar una curva por debajo de la curva actual.

El aumento de la presión barométrica aumenta el punto de rocío. Esto significa que, si la presión aumenta, la masa de vapor de agua por unidad de volumen de aire debe reducirse para mantener el mismo punto de rocío. Por ejemplo, consideremos la ciudad de Nueva York (10,1 m elevación) y Denver (1609,3 m elevación). Dado que Denver se encuentra a mayor altura que Nueva York, tenderá a tener una presión barométrica más baja. Esto significa que si el punto de rocío y la temperatura en ambas ciudades son iguales, la cantidad de vapor de agua en el aire será mayor en Denver.

## Cálculo del punto de rocío

Gráfica de la dependencia del punto de rocío según la temperatura del aire para diversos niveles de humedad relativa.

Una aproximación utilizada para calcular el punto de rocío, Tdp, cuando se conoce la temperatura del aire ("bulbo seco"), T (en grados Celsius) y la humedad relativa (en por ciento), RH, es la fórmula de Magnus:
{\displaystyle {\begin{aligned}\gamma (T,\mathrm {RH} )&=\ln \left({\frac {\mathrm {RH} }{100}}\right)+{\frac {bT}{c+T}};\\[8pt]T_{\mathrm {dp} }&={\frac {c\gamma (T,\mathrm {RH} )}{b-\gamma (T,\mathrm {RH} )}};\end{aligned}}}
donde b = 17.625 y c = 243.04 °C. Los valores de b y c fueron seleccionados minimizando la desviación en el rango −40 °C to +50 °C.
La formulación más completa y el origen de esta aproximación utiliza la presión de vapor del agua saturada (expresada en milibares, también denominados hectopascales) a T, Ps(T),y la presión de vapor actual (también en milibares), Pa(T), que se puede obtener con RH o se puede aproximar con la presión barométrica (en milibares), BPmbar, y la temperatura de "bulbo húmedo", Tw (a menos que se indique lo contrario todas las temperaturas se expresan en grados Celsius):
{\displaystyle {\begin{aligned}P_{\mathrm {s} }(T)&={\frac {100}{\mathrm {RH} }}P_{\mathrm {a} }(T)=ae^{\frac {bT}{c+T}};\\[8pt]P_{\mathrm {a} }(T)&={\frac {\mathrm {RH} }{100}}P_{\mathrm {s} }(T)=ae^{\gamma (T,\mathrm {RH} )}\\&\approx P_{\mathrm {s} }(T_{\mathrm {w} })-BP_{\mathrm {mbar} }0.00066\left(1+0.00115T_{\mathrm {w} }\right)\left(T-T_{\mathrm {w} }\right);\\[8pt]T_{\mathrm {dp} }&={\frac {c\ln {\frac {P_{\mathrm {a} }(T)}{a}}}{b-\ln {\frac {P_{\mathrm {a} }(T)}{a}}}};\end{aligned}}}
para mayor precisión, Ps(T) (y por lo tanto γ(T, RH)) pueden ser mejoradas, utilizando parte de la modificación de Bögel, también denominada la ecuación de Arden Buck, la cual introduce una cuarta constante d:
{\displaystyle {\begin{aligned}P_{\mathrm {s,m} }(T)&=ae^{\left(b-{\frac {T}{d}}\right)\left({\frac {T}{c+T}}\right)};\\[8pt]\gamma _{\mathrm {m} }(T,\mathrm {RH} )&=\ln \left({\frac {\mathrm {RH} }{100}}e^{\left(b-{\frac {T}{d}}\right)\left({\frac {T}{c+T}}\right)}\right);\\[8pt]T_{dp}&={\frac {c\ln {\frac {P_{\mathrm {a} }(T)}{a}}}{b-\ln {\frac {P_{\mathrm {a} }(T)}{a}}}}={\frac {c\ln \left({\frac {\mathrm {RH} }{100}}{\frac {P_{\mathrm {s,m} }(T)}{a}}\right)}{b-\ln \left({\frac {\mathrm {RH} }{100}}{\frac {P_{\mathrm {s,m} }(T)}{a}}\right)}}={\frac {c\gamma _{m}(T,\mathrm {RH} )}{b-\gamma _{m}(T,\mathrm {RH} )}};\end{aligned}}}
donde
- a = 6.1121 mbar, b = 18.678, c = 257.14 °C, d = 234.5 °C.

Existen varios conjuntos de constantes en uso. Los utilizados por la NOAA son tomados de un trabajo de 1980 de David Bolton en el  Monthly Weather Review:
- a = 6.112 mbar, b = 17.67, c = 243.5 °C.

Estos valores proveen un error máximo de 0.1 %, para T en el rango −30 °C ≤ T ≤ 35 °C y humedad relativa  1 % < RH < 100 %.
También existe un conjunto de constantes de Sonntag1990,
- a = 6.112 mbar, b = 17.62, c = 243.12 °C; for −45 °C ≤ T ≤ 60 °C (error ±0.35 °C).

Otro conjunto común de valores proviene de lasPsychrometry and Psychrometric Charts publicadas en 1974, presentadas en  Paroscientific,
- a = 6.105 mbar, b = 17.27, c = 237.7 °C; for 0 °C ≤ T ≤ 60 °C (error ±0.4 °C).

También en el Journal of Applied Meteorology and Climatology, Arden Buck presenta varios conjuntos de valoración diferentes, con distintos errores máximos para diferentes rangos de temperatura.  Dos conjuntos concretos proporcionan un rango de −40 °C a +50 °C entre los dos, con un error máximo aún menor dentro del rango indicado que todos los conjuntos anteriores:
- a = 6.1121 mbar, b = 17.368, c = 238.88 °C; for 0 °C ≤ T ≤ 50 °C (error ≤ 0.05 %).
- a = 6.1121 mbar, b = 17.966, c = 247.15 °C; for −40 °C ≤ T ≤ 0 °C (error ≤ 0.06 %).

### Aproximación simple
También existe una aproximación muy sencilla que permite la conversión entre el punto de rocío, la temperatura y la humedad relativa. Esta aproximación tiene una precisión de aproximadamente ±1 °C siempre que la humedad relativa sea superior al 50 %:
{\displaystyle {\begin{aligned}T_{\mathrm {dp} }&\approx T-{\frac {100-\mathrm {RH} }{5}};\\[5pt]\mathrm {RH} &\approx 100-5(T-T_{\mathrm {dp} });\end{aligned}}}
Ello se puede expresar simplemente como :

Por cada diferencia de 1 °C en las temperaturas del punto de rocío y bulbo seco, la humedad relativa disminuye 5 %, comenzando con una  RH = 100 % cuando la temperatura de rocío es igual a la temperatura de bulbo húmedo.

La derivación de esta aproximación, una discusión sobre su exactitud, comparaciones con otras aproximaciones, y más información sobre la historia y las aplicaciones del punto de rocío, pueden encontrarse en un artículo publicado en el Bulletin of the American Meteorological Society.

## Ejemplo
Haciendo un ejemplo aplicativo: 
| Símbolo            | Nombre           | Unidad |
| ------------------ | ---------------- | ------ |
| {\displaystyle Pr} | Punto de rocío   |        |
| {\displaystyle T}  | Temperatura      | °C     |
| {\displaystyle H}  | Humedad relativa | %      |

Sin embargo la fórmula ampliamente utilizada es :
| Símbolo            | Nombre           | Unidad |
| ------------------ | ---------------- | ------ |
| {\displaystyle Pr} | Punto de rocío   |        |
| {\displaystyle T}  | Temperatura      | °C     |
| {\displaystyle H}  | Humedad relativa | %      |

Esta última fórmula, aunque es ampliamente usada, no siempre genera el resultado correcto.
La temperatura del punto de rocío también depende de la presión de la masa de aire, hecho que no se tiene en cuenta en las fórmulas anteriores.

## Punto de rocío en el aire comprimido[14]
En el aire existen múltiples gases, principalmente oxígeno, nitrógeno y vapor de agua. Este último, a diferencia de los otros dos, no es estable. La ley de las presiones parciales de Dalton nos permite analizar su comportamiento: “En una mezcla de gases, la presión total de la mezcla es la suma de las presiones parciales de los gases que la componen.”
{\displaystyle P_{\text{total}}=p_{1}+p_{2}+\cdots +p_{n}}
La cantidad máxima de vapor de agua que puede contener el aire está determinada también por la temperatura. Se denomina punto de rocío a la temperatura en la que comienza a condensarse el agua. Esta condensación del agua es un problema importante en las instalaciones de aire comprimido. 
Para evitar la condensación de agua existen equipos que secan el aire, reduciendo los niveles de vapor de agua para que no perjudiquen a la instalación o el proceso. Se utiliza la temperatura de punto de rocío para medir el grado de sequedad del aire comprimido. 

Conceptos importantes:
- Punto de rocío atmosférico: la temperatura a la que el vapor de agua comienza a condensarse en la naturaleza (a la presión atmosférica).

- Punto de rocío a presión: la temperatura a la que el vapor de agua comienza a condensarse con una presión superior a la atmosférica (temperatura de condensación que afecta en una instalación de aire comprimido).

## Relación con el confort humano
Cuando la temperatura del aire es alta, el cuerpo humano utiliza la evaporación de la transpiración para refrescarse, y el efecto de enfriamiento está directamente relacionado con la rapidez con que se evapora la transpiración. La velocidad de evaporación de la transpiración depende de la cantidad de humedad que haya en el aire y de la cantidad de humedad que el aire pueda retener. Si el aire ya está saturado de humedad (húmedo), la transpiración no se evaporará. La termorregulación del cuerpo producirá transpiración en un esfuerzo por mantener el cuerpo a su temperatura normal, incluso cuando la tasa de producción de sudor supere la tasa de evaporación, por lo que uno puede recubrirse de sudor en días húmedos incluso sin generar calor corporal adicional (como por ejemplo haciendo ejercicio).
A medida que el aire que rodea al cuerpo se calienta por el calor corporal, se elevará y será sustituido por otro aire. Si el aire se aleja del cuerpo con una brisa natural o un ventilador, el sudor se evaporará más rápidamente, haciendo que la transpiración sea más eficaz para enfriar el cuerpo. Cuanto mayor sea la transpiración no evaporada, mayor será la incomodidad.
Un termómetro de bulbo húmedo también utiliza el enfriamiento por evaporación, por lo que proporciona una buena medida para utilizar en la evaluación del nivel de confort.
También existe incomodidad cuando el punto de rocío es muy bajo, por debajo de unos −5,0 °C (23,0 °F). El aire más seco puede hacer que la piel se agriete y se irrite más fácilmente. También secará las vías respiratorias. La Administración de Seguridad y Salud Ocupacional de EE. UU. recomienda que el aire interior se mantenga a 20-24,5 grados Celsius (68-76 °F) con una humedad relativa del 20-60 %, equivalente a un punto de rocío de aproximadamente 4.0 a 16.5 °C (según el cálculo de la regla simple que se indica a continuación).
Los puntos de rocío más bajos, inferiores a 10 grados Celsius (50,0 °F), se correlacionan con temperaturas ambientales más bajas y hacen que el cuerpo requiera menos refrigeración. Un punto de rocío más bajo puede ir acompañado de una temperatura alta sólo cuando la humedad relativa es extremadamente baja, lo que permite un enfriamiento relativamente eficaz.
Las personas que habitan en climas tropicales y subtropicales se aclimatan un poco a puntos de rocío más altos. Así, un residente de Singapur o Miami, por ejemplo, podría tener un umbral de incomodidad más alto que un residente de un clima templado como Londres o Chicago. Las personas acostumbradas a los climas templados suelen empezar a sentirse incómodas cuando el punto de rocío supera los 15 °C, mientras que otras pueden encontrar cómodos los puntos de rocío de hasta 18 °C. La mayoría de los habitantes de zonas templadas considerarán que los puntos de rocío superiores a 21 °C son opresivos y tropicales, mientras que los habitantes de zonas cálidas y húmedas pueden no encontrarlo incómodo. El confort térmico no sólo depende de factores ambientales físicos, sino también de factores psicológicos.

## Enlaces
- Cálculo del punto de rocío.
- Cálculo en línea de Punto de rocío.
- Punto de rocío en el aire comprimido.